# The Stadium Tour
The Stadium Tour bylo společné koncertní turné britské rockové skupiny Def Leppard a americké rockové skupiny Mötley Crüe, konané po velkých stadionech v Severní Americe. Turné začalo 16. června 2022 v Atlantě v Georgii a skončilo 9. září téhož roku v Las Vegas v Nevadě.
Turné bylo oznámeno 4. prosince 2019. Původně se mělo uskutečnit v létě roku 2020; kvůli probíhající pandemii covidu-19 bylo však odloženo nejprve na rok 2021, posléze na rok 2022. Před začátkem turné kytarista Def Leppard Phil Collen oznámil, že evropská část turné se uskuteční v roce 2023. Data pro latinskoamerické a evropské turné byla zveřejněna 20. října 2022.
Od 16. června do 25. června 2022 bubeník Tommy Clufetos zaskočil Tommyho Lee z důvodu zranění.

## Setlist

#### Mötley Crüe
1. Wild Side
2. Shout at The Devil
3. Too Fast for Love
4. Don't Go Away Mad (Just Go Away)
5. Saints of Los Angeles
6. Live Wire
7. Looks That Kill
8. The Dirt (est. 1981)
9. Medley (Rock and Roll - Part 2 / Smokin' in The Boys Room / White Punks on Dope / Helter Skelter / Anarchy in The U.K.)
10. Home Sweet Home
11. Dr. Feelgood
12. Same Ol' Situation (S.O.S.)
13. Girls, Girls, Girls
14. Primal Scream
15. Kickstart My Heart

#### Def Leppard
1. Take What You Want
2. Fire It Up
3. Animal
4. Foolin'
5. Armageddon It
6. Kick
7. Love Bites
8. Excitable
9. This Guitar
10. Two Steps Behind
11. Rocket
12. Bringin' on The Heartbreak
13. Switch 625
14. Hysteria
15. Pour Some Sugar On Me
16. Rock of Ages
17. Photograph

## Předskokani
- Classless Act[6]

### Speciální hosté
- Poison[2]
- Joan Jett & the Blackhearts[2]

## Seznam koncertů
| Datum             | Město            | Stát                   | Místo                    | Hlavní skupina programu | Kapacita        |
| ----------------- | ---------------- | ---------------------- | ------------------------ | ----------------------- | --------------- |
| 16. června 2022   | Atlanta          | Spojené státy americké | Truist Park              | Def Leppard             | 38 008 / 38 008 |
| 18. června 2022   | Miami            | Spojené státy americké | Hard Rock Stadium        | Mötley Crüe             | 40 250 / 43 961 |
| 19. června 2022   | Orlando          | Spojené státy americké | Camping World Stadium    | Def Leppard             | 35 532 / 37 374 |
| 22. června 2022   | Washington, D.C. | Spojené státy americké | Nationals Park           | Mötley Crüe             | 29 618 / 35 574 |
| 24. června 2022   | New York         | Spojené státy americké | Pole Citi                | Def Leppard             | 34 679 / 34 679 |
| 25. června 2022   | Filadelfie       | Spojené státy americké | Citizens Bank Park       | Mötley Crüe             | 38 076 / 38 076 |
| 28. června 2022   | Charlotte        | Spojené státy americké | Bank of America Stadium  | Def Leppard             | 41 896 / 41 896 |
| 30. června 2022   | Nashville        | Spojené státy americké | Nissan Stadium           | Mötley Crüe             | 42 115 / 42 115 |
| 2. července 2022  | Jacksonville     | Spojené státy americké | TIAA Bank Field          | Def Leppard             | 27 828 / 28 394 |
| 5. července 2022  | St. Louis        | Spojené státy americké | Busch Stadium            | Def Leppard             | 33 307 / 38 024 |
| 8. července 2022  | Chicago          | Spojené státy americké | Wrigley Field            | Def Leppard             | 37 696 / 37 696 |
| 10. července 2022 | Detroit          | Spojené státy americké | Comerica Park            | Def Leppard             | 35 097 / 35 097 |
| 12. července 2022 | Hershey          | Spojené státy americké | Hersheypark Stadium      | Def Leppard             | 29 591 / 29 591 |
| 14. července 2022 | Cleveland        | Spojené státy americké | FirstEnergy Stadium      | Mötley Crüe             | 34 815 / 34 815 |
| 15. července 2022 | Cincinnati       | Spojené státy americké | Great American Ball Park | Def Leppard             | 34 867 / 34 867 |
| 17. července 2022 | Milwaukee        | Spojené státy americké | American Family Field    | Mötley Crüe             | 39 864 / 39 864 |
| 19. července 2022 | Kansas City      | Spojené státy americké | Kauffman Stadium         | Def Leppard             | 36 818 / 39 409 |
| 21. července 2022 | Denver           | Spojené státy americké | Coors Field              | Mötley Crüe             | 42 737 / 42 737 |
| 5. srpna 2022     | Boston           | Spojené státy americké | Fenway Park              | Mötley Crüe             | 64 066 / 66 000 |
| 6. srpna 2022     | Boston           | Spojené státy americké | Fenway Park              | Def Leppard             | 64 066 / 66 000 |
| 8. srpna 2022     | Toronto          | Kanada                 | Rogers Centre            | Mötley Crüe             | 41 907 / 41 907 |
| 10. srpna 2022    | Orchard Park     | Spojené státy americké | Highmark Stadium         | Def Leppard             | 34 960 / 41 323 |
| 12. srpna 2022    | Pittsburgh       | Spojené státy americké | PNC Park                 | Mötley Crüe             | 39 433 / 39 433 |
| 14. srpna 2022    | Minneapolis      | Spojené státy americké | U.S. Bank Stadium        | Def Leppard             | 42 212 / 42 212 |
| 16. srpna 2022    | Indianapolis     | Spojené státy americké | Lucas Oil Stadium        | Mötley Crüe             | 31 455 / 42 651 |
| 19. srpna 2022    | Houston          | Spojené státy americké | Minute Maid Park         | Def Leppard             | 39 247 / 39 247 |
| 21. srpna 2022    | San Antonio      | Spojené státy americké | Alamodome                | Mötley Crüe             | 45 069 / 45 069 |
| 22. srpna 2022    | Arlington        | Spojené státy americké | Globe Life Field         | Def Leppard             | 37 086 / 37 086 |
| 25. srpna 2022    | Glendale         | Spojené státy americké | State Farm Stadium       | Def Leppard             | 45 131 / 45 131 |
| 27. srpna 2022    | Inglewood        | Spojené státy americké | SoFi Stadium             | Mötley Crüe             | 43 210 / 43 210 |
| 28. srpna 2022    | San Diego        | Spojené státy americké | Petco Park               | Def Leppard             | 34 963 / 34 963 |
| 31. srpna 2022    | Seattle          | Spojené státy americké | T-Mobile Park            | Def Leppard             | 41 280 / 41 280 |
| 2. září 2022      | Vancouver        | Kanada                 | BC Place Stadium         | Mötley Crüe             | 34 213 / 34 213 |
| 4. září 2022      | Edmonton         | Kanada                 | Commonwealth Stadium     | Mötley Crüe             | 46 077 / 46 077 |
| 7. září 2022      | San Francisco    | Spojené státy americké | Oracle Park              | Def Leppard             | 30 087 / 32 212 |
| 9. září 2022      | Las Vegas        | Spojené státy americké | Allegiant Stadium        | Mötley Crüe             | 37 845 / 37 845 |